# Гипореаль
Гипореаль (англ. Hyporheic zone) — это область осадочного и пористого пространства под руслом реки и вдоль него, где происходит смешивание неглубоких грунтовых вод и поверхностных вод. Динамика и поведение потока в этой зоне (называемой гипореальным потоком, или нижним потоком) считаются важными для взаимодействия поверхностных и грунтовых вод, а также для нереста рыб и других процессов. В качестве инновационной практики управления городскими водными ресурсами, инженеры могут проектировать гипореальную зону и активно ею управлять для улучшения как качества воды, так и прибрежной среды обитания.
Совокупности организмов, населяющие эту зону, называются гипореос.
Термин «гипореальный» был первоначально введён Траяном Оргиданом в 1959 году путём объединения двух греческих слов: «hypo» (ниже) и «rheos» (течь). 

## Гипореальная зона и гидрология

Процессы в гипореальной зоне

Гипореальная зона — это область быстрого обмена, где вода перемещается в русло реки и из него, перенося с собой растворённые газы и вещества, загрязняющие вещества, микроорганизмы и частицы. В зависимости от геологии и рельефа глубина гипореальной зоны может составлять всего несколько сантиметров или простираться до десятков метров в поперечном направлении или в глубину. 
Концептуальная основа гипореальной зоны как зоны смешивания и хранения является неотъемлемой частью изучения гидрологии. Первая ключевая концепция, связанная с гипореальной зоной, — это время пребывания; вода в русле движется с гораздо большей скоростью по сравнению с гипореалем, поэтому этот поток более медленной воды эффективно увеличивает время пребывания воды в русле ручья. Время пребывания воды влияет на скорость переработки питательных веществ и углерода. Более длительное время пребывания способствует удержанию растворённых веществ, которые впоследствии могут быть возвращены обратно в русло, задерживая или ослабляя сигналы, производимые потоком. 
Другая ключевая концепция — это гипореальный обмен, или скорость, с которой вода входит в подповерхностную зону или выходит из неё. Речная вода временно попадает в гипореаль, но в конечном итоге она возвращается в поверхностное русло или способствует накоплению подземных вод. Скорость гипореального обмена зависит от структуры русла реки, при этом более короткие пути потока воды создаются неровностью русла реки. Более длинные пути течения обусловлены геоморфологическими особенностями, такими как извилистые русла рек, последовательности перекатов, крупные плотины из древесного мусора и другие особенности.
Зона гипореаль и её взаимодействие влияют на объём воды, перемещаемой вниз по течению. Набирающие силу участки указывают на то, что грунтовые воды сбрасываются в поток по мере того, как вода движется вниз по течению, так что объём воды в главном русле увеличивается от верхнего течения к нижнему. И наоборот, когда поверхностные воды просачиваются в зону грунтовых вод (тем самым приводя к чистой потере поверхностной воды), то этот участок потока считается «теряющим» воду. 
Гипореаль обеспечивает целый ряд экологических преимуществ. К этим примерам относятся:
- Среда обитания и укрытие для различных видов рыб, водных растений и других организмов;
- Снижение концентрации загрязняющих веществ, растворённых в воде потока;
- Контроль обмена водой и растворёнными веществами между основным потоком и грунтовыми водами;
- Снижение температуры речной воды.

## Изучение гипореаля
Экосистема ручья или реки — это не просто текущая вода, которую можно увидеть на поверхности: реки связаны с прилегающими прибрежными территориями. Таким образом, ручьи и реки включают динамическую гипореальную зону, которая лежит ниже и латеральнее основного русла. Поскольку гипореальная зона находится под поверхностью воды, её может быть трудно идентифицировать, количественно оценить и наблюдать. Однако гипореальная зона является зоной биологической и физической активности и поэтому имеет функциональное значение для экосистем ручьёв и рек. Исследователи используют такие инструменты, как скважины и пьезометры, консервативные и реактивные трассеры и транспортные модели, которые учитывают адвекцию и дисперсию воды как в русле реки, так и под поверхностью. Эти инструменты можно использовать независимо друг от друга для изучения движения воды через гипореаль и в русле реки, но часто они дополняют друг друга для получения более точной картины динамики воды в русле в целом.

## Биогеохимическое значение
Гипореаль представляет собой экотон между потоком и недрами: это динамическая область смешивания поверхностных и грунтовых вод на границе раздела осадочные отложения — вода. С биогеохимической точки зрения подземные воды часто содержат мало растворённого кислорода, но содержат растворённые питательные вещества. Напротив, вода из основного русла содержит больше растворённого кислорода и меньше питательных веществ. Это создаёт биогеохимический градиент, который может существовать на разных глубинах в зависимости от протяженности гипореальной зоны. Часто в гипореальной зоне преобладают гетеротрофные микроорганизмы, которые перерабатывают растворённые питательные вещества.

## Гипореаль: основные характеристики и причины гипореального обмена
Основные различия между поверхностными и грунтовыми водами касаются концентрации кислорода, температуры и pH. Как область между основным потоком и грунтовыми водами, гипореальная зона подвержена физико-химическим градиентам, генерирующим биохимические реакции, способные регулировать поведение химических соединений и водных организмов в пределах обменной зоны. Гипореаль вносит важный вклад в ослабление загрязняющих веществ, растворённых в воде потока, а также в круговорот энергии, питательных веществ и органических соединений. Более того, он оказывает существенное влияние на перенос загрязняющих веществ через речной бассейн.
Основными факторами, влияющими на гипореальный обмен, являются:
- Геометрия и гидравлические свойства подземного водоносного горизонта[21][22]
- Временное изменение высоты уровня грунтовых вод[23]
- Топографические характеристики и проницаемость русла реки[24]
- Горизонтальные градиенты, возникающие из-за изменений формы русла реки[25]